# Wilhelm Dames
Wilhelm Barnim Dames, född 9 juni 1843 i Stolp, Pommern, död 22 december 1898 i Berlin, var en tysk geolog och paleontolog.
Dames disputerade 1868 för doktorsgraden i Breslau och blev 1878 e.o. och 1891 ordinarie professor i geologi och paleontologi vid universitetet i Berlin samt 1896 föreståndare för den paleontologiska avdelningen av Museum für Naturkunde där. Han företog flera resor i vetenskapligt syfte även utom Tyskland, såsom till Grekland och östersjöprovinserna, varjämte han 1881, 1884 och 1890 besökte Sverige. Han skrev Geologische Reisenotizen aus Schweden (1881), Über die Schichtenfolge der Silurbildungen Gotlands und ihre Beziehungen zu obersilurischen geschieben Norddeutschlands (1890), Über Vogelreste aus dem Saltholmskalk von Limhamn bei Malmö (1890) samt beskrev av svenska expeditioner hemförda saurierester från triaslagren på Svalbard: Über Ichthyopterygier der Triasformation (1895).
Dames, som hade nära kontakt med skandinaviska forskare, var den förste i Tyskland som uttalade sig för riktigheten av Otto Torells då mycket bekämpade men senare antagna glacialteori, och han utgav ett populärt arbete över Die Glacialbildungen der norddeutschen Tiefebene (1886). 
Av hans övriga bortåt ett hundratal geologiska och paleontologiska uppsatser och avhandlingar kan nämnas Ueber Archæopteryx (1884), i vilken den fossila fågeln Archaeopteryx beskrivs uttömmande. Han grundlade 1882 tillsammans med Emanuel Kayser den fortgående serien "Palæontologische Abhandlungen" och var från 1885 till sin död en av huvudredaktörerna för den ansedda tidskriften "Neues Jahrbuch für Mineralogie, Geologie und Palæontologie". Han blev ledamot av Fysiografiska sällskapet i Lund 1896.